# Szary Wilk (transporter opancerzony)

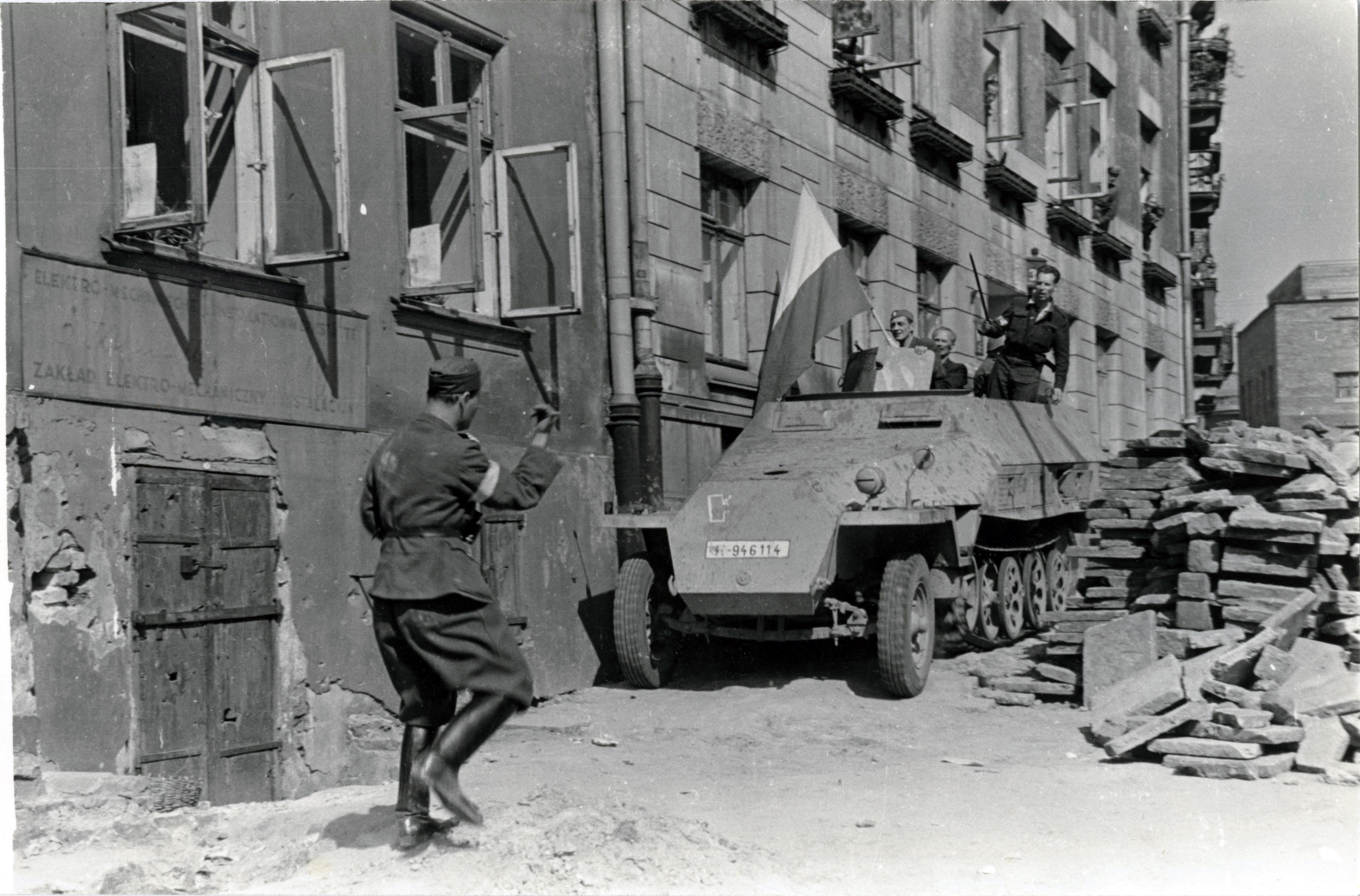
Wprowadzenie zdobytego transportera na teren powstańczy przez barykadę przy ul. Kopernika

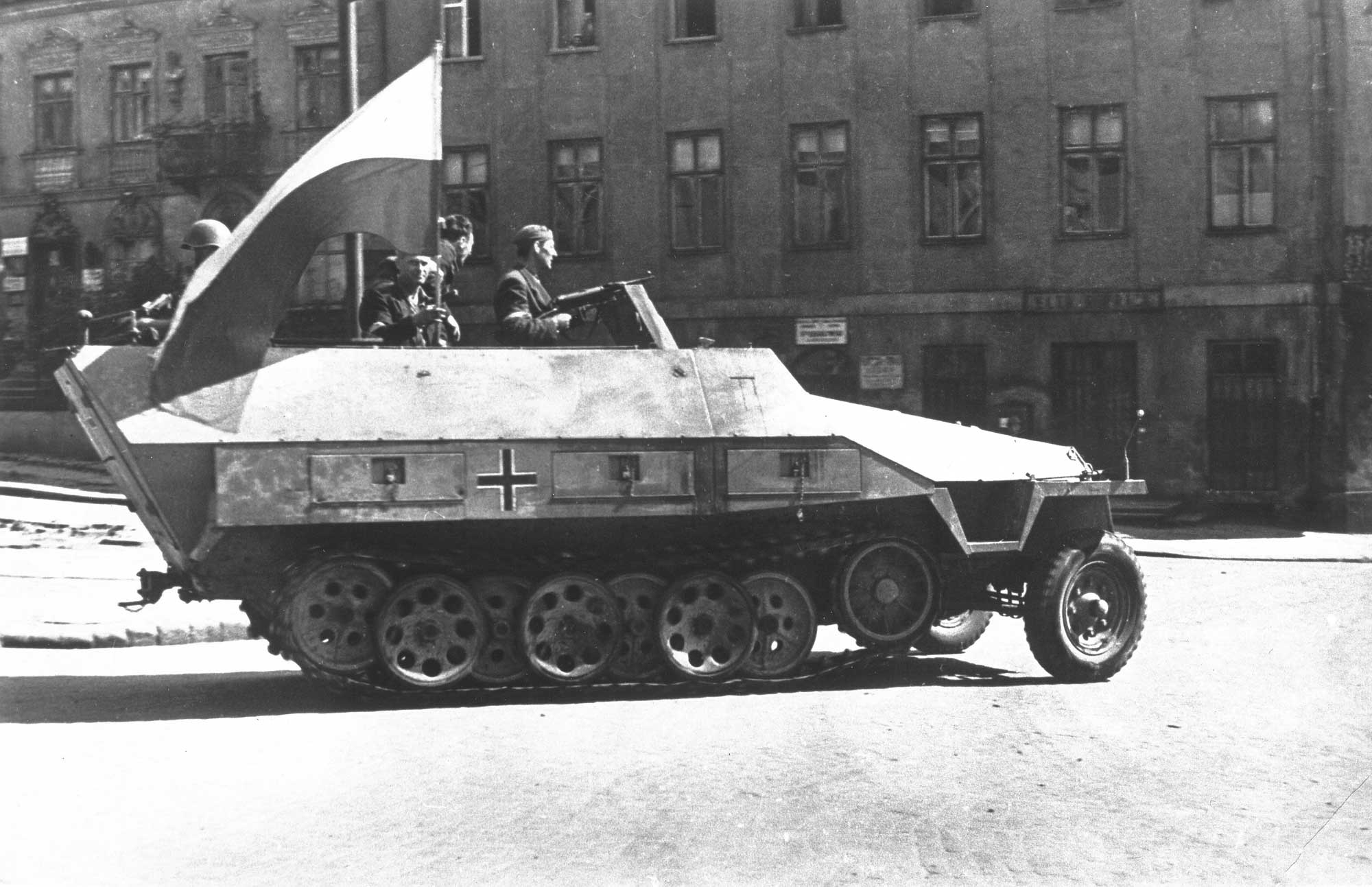
Zdobyty Sd.Kfz. 251 w przelocie na ulicy Tamka. Oficerem z pistoletem MP 40 jest pierwszy dowódca zdobytego pojazdu Adam Dewicz ps. Szary Wilk

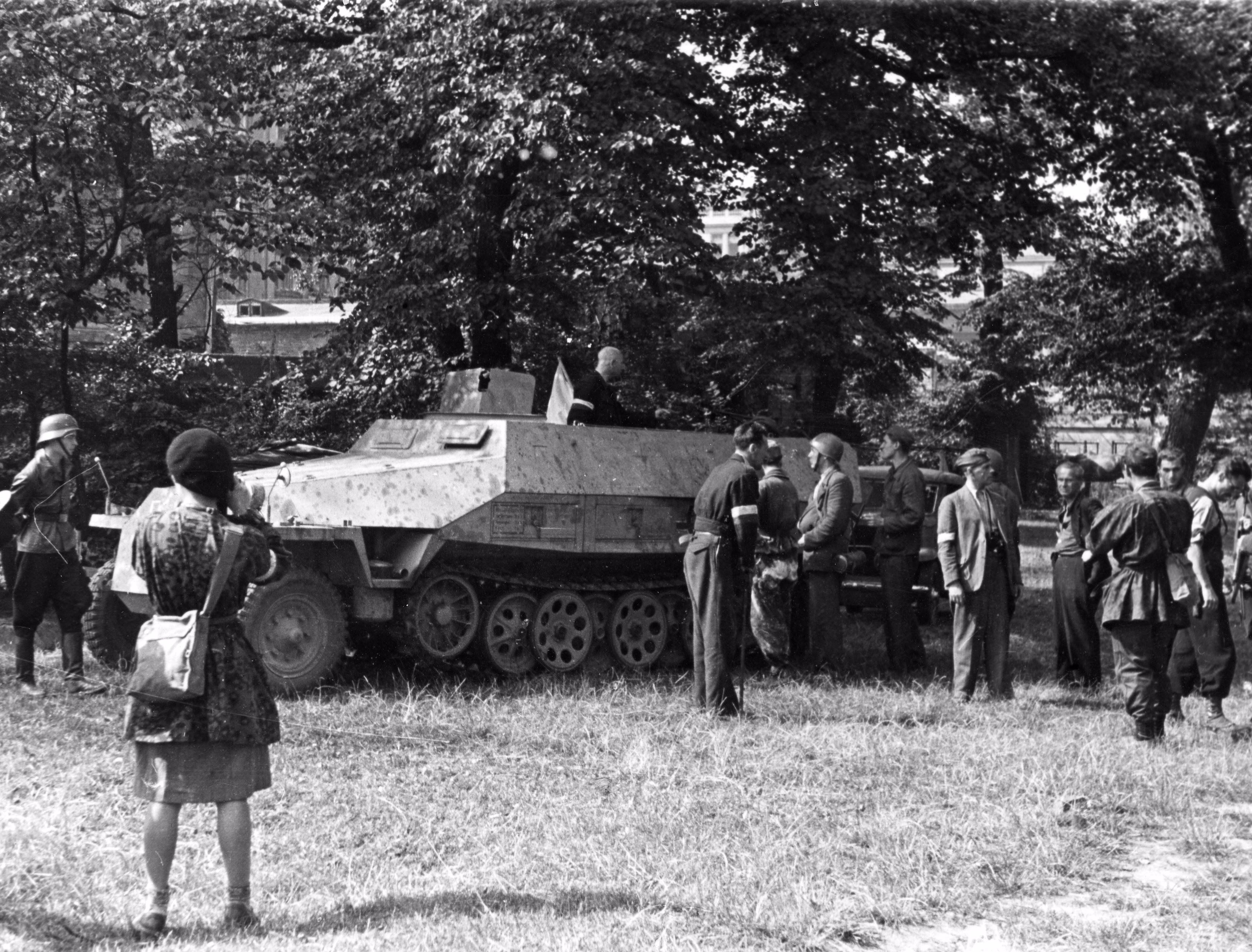
Transporter na skwerze przy gmachu Konserwatorium Warszawskiego przy ul. Okólnik

„Szary Wilk” (wcześniejsze nazwy: „Wiking”, „Jaś”) – niemiecki transporter opancerzony Sd.Kfz.251/3 Ausf.D, zdobyty i używany przez powstańców warszawskich.

## Historia
Niemiecki półgąsienicowy transporter opancerzony typu Sd.Kfz.251/3 Ausf.D, należący do Dywizji Pancernej SS Wiking został zdobyty 14 sierpnia 1944 roku  przez żołnierzy 2. kompanii VIII Zgrupowania Krybar dowodzonej przez Jana Jasieńskiego ps. Jaś. Następnie przekazano go kolumnie motorowej por. Wacława Jastrzębowskiego, do plutonu samochodów pancernych por. Jerzego Wernera. Przez krótki okres nosił nazwę „Wiking” (od jednostki niemieckiej), szybko zmienioną na „Jaś” (od pseudonimu dowódcy kompanii, która go zdobyła).
Transporter został przez powstańców zmodyfikowany poprzez zakrycie odkrytego od góry przedziału bojowego dwiema pancernymi klapami, otwieranymi się na boki. W pozycji zamkniętej tworzyły one dwuspadowy dach. Między krawędziami burt pojazdu a podniesionymi klapami były szczeliny, przez które żołnierze desantu mogli prowadzić ogień z broni strzeleckiej.
23 sierpnia 1944 roku „Jaś” wraz z samochodem pancernym „Kubuś” został użyty do szturmu na opanowany przez Niemców Uniwersytet Warszawski. Atak ten nie powiódł się, poniósł przy tym śmierć dowódca transportera, plut. pchor. Adam Dewicz – ps. Szary Wilk. Po wycofaniu się polskich oddziałów, pojazd został przemianowany na „Szarego Wilka”. Wziął następnie udział w drugiej próbie ataku na Uniwersytet 2 września, również nieudanej. 
Był używany do upadku Powiśla 6 września 1944 roku. Wraz z „Kubusiem” osłaniał odwrót powstańców do Śródmieścia, a po wymontowaniu karabinów maszynowych oba pojazdy zostały spalone. Ich wyprowadzenie z Powiśla uniemożliwiły barykady przegradzające ulice.